# Dolní Pohleď

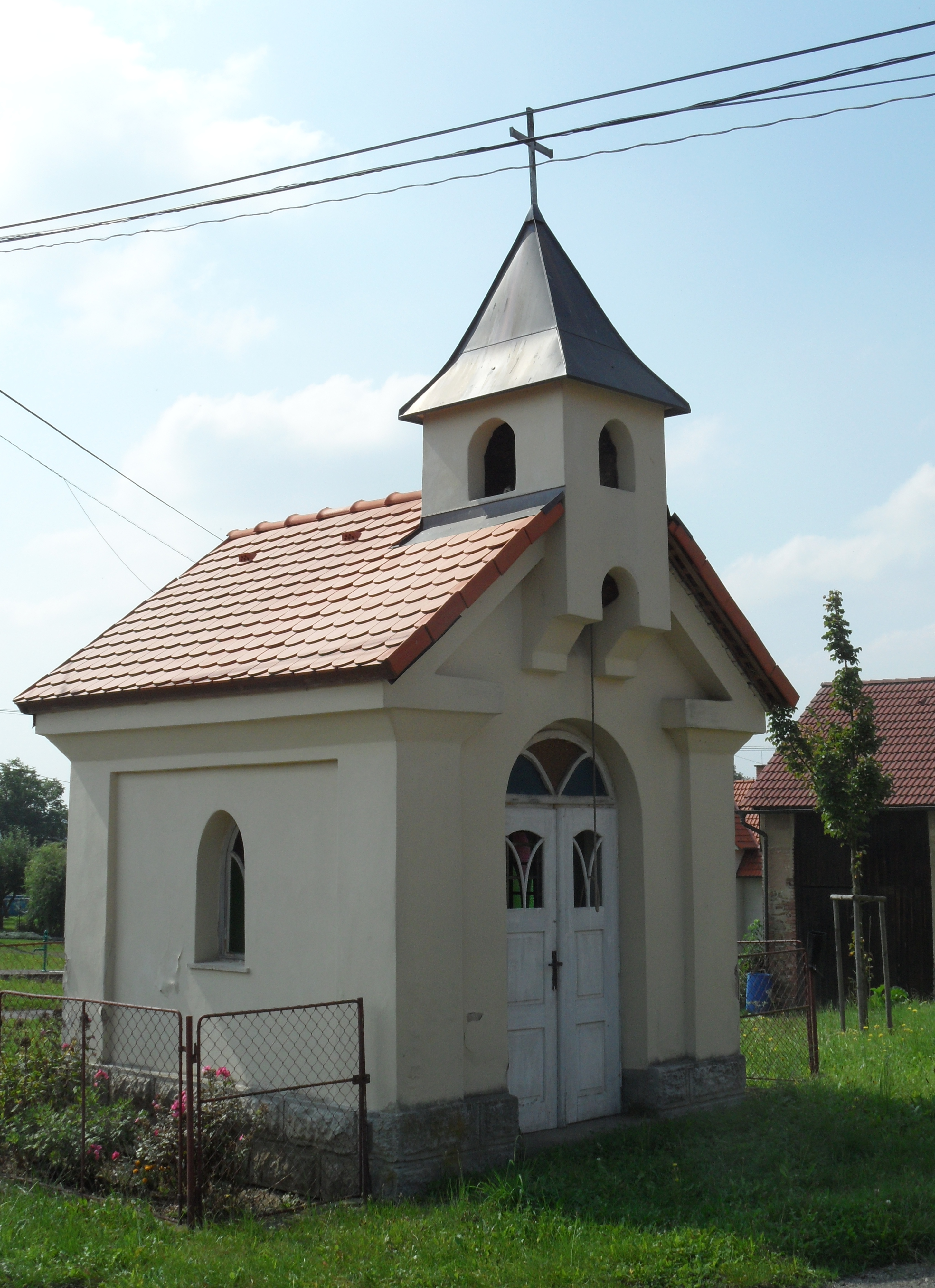
Kapelle in Dolní Pohleď

Dolní Pohleď (deutsch Pochled) ist eine Gemeinde in Tschechien. Sie befindet sich 17 Kilometer nordöstlich von Vlašim an der Sázava und gehört zum Okres Kutná Hora.

## Geographie
Dolní Pohleď befindet sich rechts der Sázava auf einem schmalen Rücken zwischen dem Tälern der Sázava und des Ostravský potok in der Böhmisch-Mährischen Höhe. Durch das Dorf führen die Staatsstraßen 126 von Zbraslavice nach Zruč nad Sázavou und der Autobahn D 1 sowie die 336 von Uhlířské Janovice zur D 1 bei Loket. Dolní Pohleď liegt an der Eisenbahn von Havlíčkův Brod nach Zruč nad Sázavou, wobei der unterhalb des Ortes gelegene Bahnhalt den Namen Horka nad Sázavou trägt.
Nachbarorte sind Želivec im Norden, Slavošov im Nordosten, Pertoltice und Měchonice im Osten, Laziště und Vlastějovice im Südosten, Horka II im Süden, Domahoř und Buda im Südwesten, Zruč nad Sázavou im Westen sowie Dubina im Nordwesten.

## Geschichte
Dolní Pohleď wurde 1543 erstmals urkundlich erwähnt. Zu Ende des 19. Jahrhunderts erhielt der Ort mit dem Bau der Strecke im Sázavatal einen Eisenbahnanschluss. Heute besteht Dolní Pohleď aus 32 Häusern und hat sich seinen landwirtschaftlichen Charakter bewahrt.

## Ortsgliederung
Die Gemeinde Dolní Pohleď besteht aus den Ortsteilen Dolní Pohleď (Pochled) und Měchonice (Miechonitz).